# Ocyceros griseus
El cálao gris malabar (Ocyceros griseus) es una especie de ave bucerotiforme de la familia Bucerotidae endémica de la India, pues sólo puebla las regiones costeras del sudoeste del país. No se reconocen subespecies.